# Thaumatichthyidae
Thaumatichthyidae – rodzina ryb głębinowych z rzędu żabnicokształtnych (Lophiiformes).
Nazwa rodziny pochodzi od greckiego thauma, thaumatos = cud + ichthys = ryba. Budową ciała podobne do Oneirodidae. Od innych żabnicokształtnych odróżnia je przede wszystkim wydłużona górna szczęka oraz podzielona na dwie lub więcej części górna część operculum.

## Klasyfikacja
Rodzaje zaliczane do tej rodziny:
Lasiognathus – Thaumatichthys